# Christian Dolny
Christian Dolny (* 25. Juni 1929 in Basel; † 20. August 1986 in Konstanz) war ein Schweizer Theaterschauspieler, Theaterpädagoge und Hörspielsprecher.
Dolny wirkte am Stadttheater Basel, Stadttheater Luzern, Staatstheater Oldenburg, Nationaltheater Mannheim, Stadttheater St. Gallen, Stadttheater Konstanz.
Zudem ging Dolny mit Eynar Grabowsky und dessen Scala Theater AG Basel auf Tournee, gab Pantomimenkurse an der Volkshochschule Konstanz und arbeitete als Theaterpädagoge.